# 原岡永江
原岡 永江（はらおか ながえ、1873年〈明治6年〉2月18日 - 1945年〈昭和20年〉4月11日）は、日本の実業家、政治家、香川県の大地主。衆議院議員（当選1回）。族籍は香川県平民。

## 経歴
香川県出身。原岡勇次郎の長男。農業を営む。香川県会議員、同参事会員、富熊村農業会長、宇多津塩田社長となる。
1908年の第10回衆議院議員総選挙において山口県郡部から立憲政友会公認で立候補して当選する。衆議院議員は1期務め、1912年の第11回衆議院議員総選挙には出馬しなかった。1945年4月11日に死去した。

## 人物
住所は香川県綾歌郡富熊村（現・丸亀市綾歌町富熊）。

## 家族・親族
原岡家
- 妻・ヤスエ（1874年 - ?、香川、岡内太三郎の四女）[3]
- 長女・静枝（1891年 - ?、香川、塩田忠左衛門の妻）[7]

親戚
- 塩田忠左衛門（政治家、実業家、大地主、商業、香川県多額納税者、資産家）
- 塩田忠左衛門（仁尾塩田社長、仁尾町長、香川県多額納税者）[7]